# Eliot kid
Eliot kid je angleško-francoska risanka o fantu Eliotu, ki je poln norih zamislic, vendar ga pogosto pripeljejo do kreganja staršev, nezaupanja prijateljev... Avtor je Gillez Cazaux.

## Eliot
Je fant, ki ima imenitne zamislice, vendar ga pogosto nato dobi nesreča. Je fant s štrlečimi rjavimi lasmi, zeleno majico in modrimi očmi.

## Kaytoo
Je Eliotov prijatelj črnec. Je zelo radoveden in zato ga Eliot pogosto popelje v svet svojih zamislic. Je črnec z rumeno kapo in rjavimi očmi.

## Mimi
Eliotova prijateljica z očali. Je rahlo debela, zato se pogosto spotakne, sploh, če nima očal. Je debela punca z očali in piskajočim glasom.